# ベアトリクス・フォン・ベーメン
ベアトリクス・フォン・ベーメン（ドイツ語：Beatrix von Böhmen, 1225年 - 1290年）は、ボヘミア王ヴァーツラフ1世とクニグンデ・フォン・ホーエンシュタウフェンの娘。チェコ語名はボジェナ・チェスカー（Božena Česká）。
ブランデンブルク辺境伯オットー3世と結婚し、以下の子女が生まれた。
- ヨハン3世（1244年 - 1268年） - ブランデンブルク＝ザルツヴェーデル辺境伯
- オットー5世（1246年頃 - 1298年） - ブランデンブルク＝ザルツヴェーデル辺境伯
- アルブレヒト3世（1250年頃 - 1300年） - ブランデンブルク＝ザルツヴェーデル辺境伯
- オットー6世（1255年頃 - 1303年） - ブランデンブルク＝ザルツヴェーデル辺境伯
- クニグンデ（1292年頃没） - 1264年にスラヴォニア公ベーラ（ハンガリー王ベーラ4世と結婚、1273年にリンブルフ公ヴァルラム4世と結婚。
- マティルデ（1316年没） - 1266年にポメラニア公バルニム1世と結婚